# Comitato Olimpico Tunisino
Il Comitato Olimpico Tunisino (noto anche come Comité national olympique tunisien o CNOT in francese) è un'organizzazione sportiva tunisina, nata nel 1957 a Tunisi, Tunisia.
Rappresenta questa nazione presso il Comitato Olimpico Internazionale (CIO) dal 1957 ed ha lo scopo di curare l'organizzazione ed il potenziamento dello sport in Tunisia e, in particolare, la preparazione degli atleti tunisini, per consentire loro la partecipazione ai Giochi olimpici. L'associazione è, inoltre, membro dell'Associazione dei Comitati Olimpici Nazionali d'Africa.
L'attuale carica di segretario generale dell'organizzazione è occupata da Dhaou Chamakh.